# Jack Douglas (Schauspieler)
Jack Douglas (* 26. April 1927 in Newcastle upon Tyne, England; † 18. Dezember 2008 in Newport, Isle of Wight, Hampshire), eigentlich Jack Roberton, war ein britischer Schauspieler, der hauptsächlich durch sein Mitwirken in der Carry-On-Filmreihe bekannt ist.

## Leben
Douglas wurde in eine Familie geboren, die bereits seit mehr als 200 Jahren auf der Bühne stand. Im Alter von elf Jahren riss er von zuhause aus, um am Feldman's Theatre in Blackpool zu arbeiten. Mit seinem Partner Joe Baker trat er als Comedyduo auf; sie gingen auf Tournee mit Howard Keel und hatten einen Gastauftritt bei Cliff Richard im London Palladium. Nach zwölfjähriger Zusammenarbeit trennten sich Douglas und Baker.
Zwischen 1955 und 1957 trat er in den ersten beiden Staffeln der langlebigen Gameshow Crackerjack! auf, anschließend war er bis August 1959 Showmaster der Sendung Bold Journey. Zwischen 1963 und 1967 trat Douglas zusammen mit dem Entertainer Des O’Connor in dessen Fernsehshow auf. Er hatte ab Mitte der 1960er Jahre mehrere Auftritte in Johnny Carsons The Tonight Show und der Merv Griffin Show. 1972 hatte er seinen ersten Auftritt in einem Film der Carry-On-Filmreihe. In Die total verrückte Oberschwester hatte er zwar nur eine winzige Rolle, er sollte aber in der Folge der einzige Schauspieler sein, der bei allen weiteren Filmen der Reihe auftrat. Zudem spielte er in der auf der Filmreihe basierenden Fernsehserie Carry On Laughing! sowie in den beiden Weihnachts-Specials.
Douglas zog sich 1996 mit seiner Lebenspartnerin Vivienne Russell auf die Isle of Wight zurück. Er hatte zwei Kinder sowie eine Stieftochter.

## Filmografie (Auswahl)
- 1972: Die total verrückte Oberschwester (Carry On Matron)
- 1972: Ein total verrückter Urlaub (Carry On Abroad)
- 1973: Mißwahl auf Englisch (Carry On Girls)
- 1974: Mach’ weiter, Dick! (Carry On Dick)
- 1975: Carry On Laughing!
- 1975: Der total verrückte Mumienschreck (Carry On Behind)
- 1976: Retter der Nation (Carry On England)
- 1978: Mach’ weiter, Emmanuelle (Carry On Emmanuelle)
- 1992: Mach’s nochmal, Columbus (Carry On Columbus)